# Magnus Gabriel De la Gardie
Pour les autres membres de la famille, voir Famille De La Gardie.
Le comte Magnus Gabriel De la Gardie, né le 15 octobre 1622 à Reval et mort le 26 avril 1686 au château de Venngarn (en), est un  militaire et homme d'État suédois.

## Biographie
Fils de Jacob De La Gardie, gouverneur du duché d'Estonie et grand maréchal du royaume de Suède et de son épouse Ebba Brahe, il fait partie de l'une des familles les plus riches de Suède. Il étudie à l'université d'Uppsala, devient l'un des favoris de la reine Christine de Suède et intègre le Conseil privé du royaume en 1647. La même année, il épouse la comtesse Marie-Euphrosyne de Deux-Ponts-Cleebourg sœur du roi Charles X roi de Suède, mariage dont naîtront trois enfants qui arriveront à l'âge adulte. Il participe aux dernières opérations militaires de la guerre de Trente Ans et est promu au grade de général en 1648.
De 1649 à 1651, puis de 1655 à 1657, il est gouverneur de la Livonie suédoise. Il commande à ce titre des troupes pendant la première guerre du Nord mais ne brille pas par ses qualités militaires. En 1652, il est nommé grand trésorier du royaume et reste à ce poste jusqu'en 1660, date à laquelle il devient grand chancelier.
Il est membre du Conseil de régence jusqu'en 1672, pendant la minorité du roi Charles XI de Suède. Il commande des troupes pendant la guerre de Scanie mais est vaincu lors de la bataille d'Uddevalla en 1677. Son influence à la Cour décline et, en 1680, il perd son poste de Grand chancelier, étant nommé à la place grand sénéchal jusqu'en 1684. Tenu par le roi pour l'un des principaux responsables de la crise financière du royaume, il perd une grande partie de sa fortune et doit se retirer dans son château de Venngarn, où il meurt en 1686.
Grand mécène des arts et des sciences, il fait également bâtir plusieurs châteaux.